# Анжи (футбольный клуб)
«Анжи́» — российский футбольный клуб из Махачкалы. 1 сентября 2024 года объявлено о возрождении махачкалинского клуба. Бронзовый призёр чемпионата России 2012/13, финалист Кубка России 2000/01 и 2012/13.

## История

### Образование клуба
Футбольный клуб «Анжи» был образован в 1991 году директором объединения «Дагнефтепродукт» Магомед-Султаном Магомедовым по просьбе директора детской футбольной школы Махачкалы Александра Маркарова. Маркаров в интервью заявил, что обратился за финансовой помощью к Магомед-Султану Байболатовичу, который взял на себя всё.

### Происхождение названия клуба
Само слово «Анжи» — это название древнего хазарского города или крепости, располагавшаяся неподалёку от Семендера. В переводе с кумыкского означает жемчуг/жемчужный.
Исследователь К. Ф. Ган в 1909 году указывал, что так (Анжи) называли кумыки современный для него населенный пункт Порт-Петровск. Само слово образовано от тюркского корня «инджу» (или анджи, энши, инче и др.), и в разных тюркских языках этим словом обозначали крупные территории наследственных уделов.

### Высшая Лига
В первый же год команда «Анжи» выиграла чемпионат Дагестана и получила право участвовать в Профессиональной футбольной лиге. В первом сезоне на профессиональном уровне клуб занял 5-е место в своём дивизионе, а на следующий год и вовсе уверенно выиграл турнир. Но в связи с реорганизацией всего российского первенства махачкалинцам пришлось остаться во втором дивизионе. Ещё три сезона понадобилось «Анжи», чтобы перейти на один уровень выше в системе российского футбола. Произошло это под руководством Эдуарда Малофеева, который начал тренировать клуб в 1996 году и сразу же вывел его в первую лигу российского первенства.
Годом ранее «Анжи» на стадии 1/16 финала Кубка России 1995/96, встретившись с будущим чемпионом России — «Аланией», выбили лидера чемпионата высшей лиги из турнира, обыграв его в дополнительное время со счётом 2:1. Пройдя ещё один раунд, «Анжи» в 1/4 финала проиграл московскому «Динамо».

### Первый дивизион 1996—1999

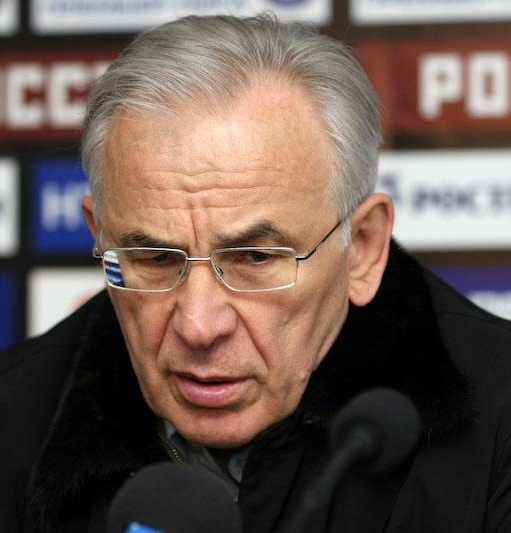
Творец успехов «Анжи» Гаджи Гаджиев

Сезоны 1996 и 1997 махачкалинцы завершали в середине таблицы, заняв 13-е и 12-е места соответственно. В 1999 году президентом клуба был избран Хизри Шихсаидов, председатель правительства республики Дагестан. В клуб был приглашён известный дагестанский тренер Гаджи Гаджиев, перед которым была поставлена задача выхода в высший дивизион. Гаджиев полностью обновил состав команды, пригласив малоизвестных и уже списанных игроков. И сразу же, в сезоне 1999 года, заняв 1-е место в первом российском дивизионе, «Анжи» завоевал право на повышение в классе. 3 июля 1999 года в автомобильной аварии в Махачкале погиб лучший бомбардир в истории клуба Ибрагим Гасанбеков. Ту победу в сезоне игроки посвятили ему, а клуб в свою очередь навечно закрепил за игроком 11-й номер.

### Высший дивизион 2000—2002
Ускользнувшая бронза
Под руководством Гаджи Гаджиева команда показала неплохую игру на домашнем стадионе — всего одно домашнее поражение за сезон в матче против действующего чемпиона страны — московского «Спартака». Перед заключительным туром «Анжи» занимал третью строчку в турнирной таблице, в следующем матче команде предстояло встретиться с прямым конкурентом в борьбе за бронзовые медали чемпионата — московским «Торпедо». Махачкалинцев устраивала ничья, к последней минуте на табло горел счёт 1:1, но арбитром был назначен пенальти за игру рукой.. Пенальти был реализован, вследствие чего команда из Дагестана заняла 4-е место, гарантировавшее участие в Кубке УЕФА. Но и здесь клуб постигла неудача. Руководство «Рейнджерс» отказалось играть в Махачкале, УЕФА в этой ситуации принял сторону шотландского клуба. В итоге соперники сыграли один матч вместо двух — на нейтральном поле в Варшаве. В нём «Анжи» под руководством Александра Маркарова потерпел поражение со счётом 0:1, пропустив в концовке игры.
Финал Кубка России
Сезон 2001 года был для клуба очень тяжёлым. В чемпионате дела складывались неудачно, по ходу сезона команду покинул Гаджиев, которого временно заменял Александр Маркаров, а завершал сезон украинский специалист Леонид Ткаченко. По ходу сезона случилась трагедия в матче с участием «Анжи». 18 августа махачкалинцы принимали ЦСКА, во втором тайме, на 75-й минуте, произошло роковое столкновение головами нападающего «Анжи» Будуна Будунова и вратаря ЦСКА Сергея Перхуна. Игрок дагестанской команды получил сотрясение мозга и выбыл до конца сезона, частично потеряв память. Вратарь армейцев с тяжёлой травмой головы был доставлен в республиканскую больницу, в последующем перевезён в Москву, где 28 августа, не приходя в сознание, скончался. Все эти потрясения сказались на уверенности игроков и непосредственно на их игре, в итоге команда заняла только 13-е место в чемпионате России.
20 июня 2001 года состоялся финал Кубка России, в котором «Анжи» встречался с московским «Локомотивом». На 90-й минуте капитан махачкалинцев Нарвик Сирхаев вывел команду вперёд. На 94-й минуте Заза Джанашия сравнял счёт. В дополнительное время команды голов не забили, а в серии пенальти сильнее оказались москвичи — 4:3.
Вылет из РФПЛ
В сезоне 2002 года команда заняла 15-е, предпоследнее место, которое не позволяло сохранить прописку в элитном дивизионе, по ходу сезона в ней работали три главных тренера (Ткаченко, Маркевич, Гаджиев).

### Первый дивизион 2003—2009

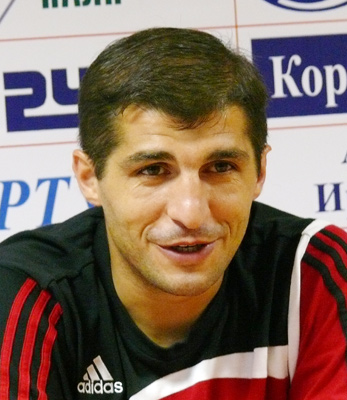
Омари Тетрадзе вывел «Анжи» в РФПЛ в 2009

Следующие 7 лет «Анжи» провёл в первом дивизионе. Почти в каждом сезоне перед клубом ставилась задача повышения в классе, но максимум, чего достигала команда, — это 6-е место. В Кубке России клуб также выступал не добиваясь успехов, выбывая уже на первых стадиях. Только в первый год после вылета команда дошла до стадии полуфинала, где проиграла дома «Ростову» — 0:1. Не способствовала успехам клуба и тренерская чехарда, в процессе которой командой успели поруководить 9 тренеров. Только в 2007 году «Анжи» обрёл постоянного тренера на следующие три года. Им стал молодой специалист, бывший футболист клуба Омари Тетрадзе, называющий себя учеником Гаджи Гаджиева. Именно под руководством Тетрадзе «Анжи» победил в розыгрыше первого дивизиона в 2009 году и спустя семь лет «Анжи» вернулся в Премьер лигу.

### Премьер-лига 2010—2014
К участию в чемпионате России 2010 команду готовил Омари Тетрадзе, но после первого тура, в котором «Анжи» сыграл вничью 0:0 со «Спартаком-Нальчик», тренер неожиданно покинул пост по собственному желанию. Оказавшись в такой ситуации, клуб пригласил Гаджи Гаджиева. Несколько матчей, пока улаживались формальные вопросы и готовились документы, командой руководил её бывший игрок Арсен Акаев. Лишь c 6 тура командой официально стал руководить Гаджиев. Сезон сложился для команды тяжело, и одной из причин является не совсем правильное комплектование клуба в межсезонье. В середине сезона, когда травму получил главная надежда «Анжи» на успешную игру в атаке Ян Голенда, команда осталась без номинальных нападающих. Дело дошло до того, что достаточно длительное время в атаке пришлось играть молодому защитнику Али Гаджибекову. Все эти события не способствовали удачной игре, практически на протяжении всего сезона команда находилась в опасной близости от зоны вылета. Однако удачная игра в последних турах позволила «Анжи» по итогам сезона подняться на неплохое для дебютанта 11-е место.

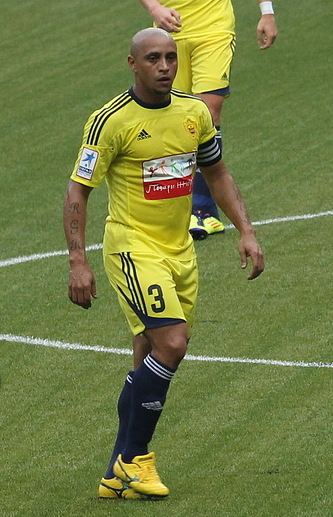
Роберто Карлос

В январе 2011 года владельцем «Анжи» стал российский миллиардер лезгинского происхождения Сулейман Керимов, 17 января президент Дагестана Магомедсалам Магомедов встретился с Керимовым, для передачи 100 % акций клуба, в том числе 50 % акций бывшего владельца клуба Игоря Яковлева, бесплатно в обмен на финансовую поддержку. Ежегодно на зарплаты тренеров, футболистов команды, а также приобретение новичков клуба Керимов тратил от 30 до 50 миллионов долларов, также миллиардер планировал вложить в инфраструктуру махачкалинцев свыше 200 миллионов долларов, основная сумма этих средств предназначалась для строительства нового стадиона вместимостью более 50 тысяч зрителей, который должен был соответствовать всем требованиям УЕФА.
Во время зимнего трансферного окна 2011 года, клуб объявил о подписании контракта с чемпионом мира 2002 года 37-летним бразильцем Роберто Карлосом. 27 февраля клуб подписал контракт с лучшим опорным полузащитником по итогам минувшего сезона чемпионата Бразилии, Жусилеем да Силвой. 1 марта клуб выкупил у «Краснодара» воспитанника дагестанского футбола, бывшего капитана «Терека» Шамиля Лахиялова. Также был куплен нападающий сборной Бразилии Диего Тарделли, а в последние минуты трансферного окна, 10 марта, клуб подписал марокканца Мбарка Буссуфа из бельгийского «Андерлехта».
Перед началом летнего трансферного окна клуб подписал контракт с полузащитником ПСВ Балажом Джуджаком. Летом 2011 года к махачкалинскому клубу присоединился игрок сборной России Юрий Жирков, перешедший из лондонского «Челси», а 23 августа клуб сообщил о договорённости по переходу нападающего «Интера» Самюэля Это’о. В последний день трансферного окна клуб объявил о переходе вратаря сборной России Владимира Габулова, купленного у московского «Динамо», а спустя некоторое время «Анжи» объявил о трансфере Евгения Помазана. В конце последнего дня трансферного окна на сайте «Анжи» появилась информация о переходе Мехди Карсела-Гонсалеса. Также в последнюю минуту клуб подписал защитника сборной Конго Кристофера Самба.
В феврале 2012 года «Анжи» подписал контракт с Гусом Хиддинком, который стал главным тренером клуба.
2012/13

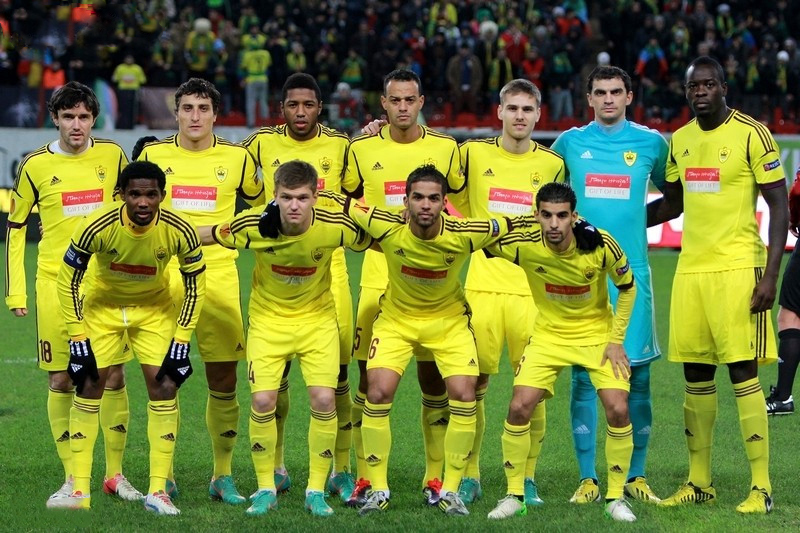
«Анжи» в 2012 году

В сентябре 2012 года «Анжи» подписал контракт с полузащитником сборной Франции Лассана Диарра и нападающим пермского «Амкара» Никитой Бурмистровым. Первую часть сезона-2012/13 «Анжи» закончил на втором месте в чемпионате России, выйдя также в плей-офф Лиги Европы и 1/4 финала Кубка России.
В январе 2013 в «Анжи» перешёл защитник московского «Локомотива» Андрей Ещенко. В последний день трансферного окна в Европе из «Анжи» в английский «Куинз Парк Рейнджерс» перешёл центральный защитник Кристофер Самба. Главной причиной, по которой Самба согласился на переход в английский клуб, стали семейные обстоятельства. На замену Самба у испанской «Севильи» срочно был арендован Эмир Спахич, ранее игравший в России. В Лиге Европы-2012/13 «Анжи» дошёл до стадии 1/8, где уступил «Ньюкасл Юнайтед».
Весеннюю стадию чемпионата России команда стартовала крайне неудачно. Набрав за 4 матча 2 очка, «Анжи» уступил вторую строчку «Зениту» и попал в ситуацию, при которой мог вообще не попасть в зону еврокубков. Набрав в оставшихся 7 играх 10 очков, «Анжи» за тур до окончания чемпионата впервые в своей истории завоевал бронзовые медали чемпионата России.
1 июня «Анжи» уступил в финале Кубка России в серии послематчевых пенальти ЦСКА.
2013/14
После окончания сезона-2012/13 перед руководством клуба встала задача поиска главного тренера взамен Гусу Хиддинку, контракт с которым заканчивался летом 2013 года. СМИ сообщали, что на пост рулевого претендовали Витор Перейра (экс-тренер «Порту»), Роберто Манчини (экс-тренер «Манчестер Сити»), Юпп Хайнкес (экс-тренер «Баварии») и Дик Адвокат (экс-тренер ПСВ). 11 июня Анжи договорился с Хиддинком о продлении контракта ещё на год. Из тренерского штаба ушли Роберто Карлос, ставший главным тренером турецкого «Сивасспора», Андрей Гордеев, а также Арно Филипс и Чима Онеке, которые не смогли должным образом обеспечить функциональную подготовку в весенней стадии чемпионата России сезона-2012/13. Вместо них в команду пришли Рене Меленстеен (бывший помощник Алекса Фергюсона в «Манчестер Юнайтед»), массажист-терапевт Денни Флиттер (Великобритания, «Арсенал» Лондон), физиотерапевт Доминик Роган (Великобритания, «Эвертон»), тренер по физической подготовке Эдуардо Парра Гарсия (Испания, «Интер» Милан, «Ливерпуль»), специалист по спортивной науке Уорд Дирикс (Бельгия, «Гент»), массажист-терапевт Уильям Стори (Великобритания, «Вест Хэм») и тренер по физподготовке Брэм Суиннинен (Бельгия, БК «Химки»). Хасанби Биджиев, трудившийся в клубе в должности спортивного директора, вместе с Рене Мёленстеном должны были организовать тренировочный процесс.
Первым приобретением махачкалинцев в открывшемся трансферном окне стал полузащитник «Кубани» А. Ионов. 16 июня стало известно, что «Анжи» не собирается продлевать контракт со Спахичем, арендованным в феврале 2013 у испанской «Севильи». Двое игроков (Помазан и Сердеров) были отданы в аренду «Уралу». В середине июня «Анжи» пополнили перешедший из нижегородской «Волги» вратарь М. Кержаков и покинувший «Зенит» полузащитник И. Денисов. Трансфер Денисова обошёлся «Анжи» в 15 млн евро с рассрочкой на 3 года. Зарплата Денисова должна была составлять 5,5 млн евро в год, что на несколько тысяч евро больше зарплаты нападающего «Зенита» Халка. Крайний защитник «Анжи» К. Агаларов перешёл в ФК «Ростов», а нападающий Бурмистров остался в «Амкаре» на правах аренды. 2 июля было объявлено, что покинувший в начале года клуб Самба возвращается в «Анжи», а через три дня клуб объявил о переходе А. Кокорина. Сумма трансфера составила 19 млн евро, а зарплата игрока должна была составлять около 4 млн евро в год.
Перед началом сезона в лазарете команды оставались Ю. Жирков, А. Ещенко и А. Логашов. Последний уже начал привлекаться к тренировкам с общей группой, Жирков должен был вернуться в строй в сентябре, а Ещенко — ближе к новому году.
В конце июня стало известно, что комиссия УЕФА запретила «Анжи» проводить домашние матчи Лиги Европы на территории Дагестана и Северного Кавказа. Руководство «Анжи» приняло решение проводить домашние еврокубковые встречи в Раменском. Болельщики «Анжи» обратились к фанатам европейских клубов с просьбой поддержать их протест против решения УЕФА запретить проводить клубу домашние матчи еврокубков на территории Дагестана.
В первом туре сезона-2013/14 «Анжи» встретился в родных стенах с московским «Локомотивом». На последних минутах встречи при счёте 2:2 капитан команды Это’О не смог реализовать пенальти. В матче получил травму Л. Траоре, забивший гол и заработавший пенальти. Матч второго тура против московского «Динамо» получился скандальным. Сначала на 32-й минуте встречи защитник «Динамо» Гранат дважды сыграл рукой в своей штрафной, но судья Карасёв не назначил пенальти. Через минуту был удалён защитник махачкалинцев Эвертон за срыв перспективной атаки, а на последних секундах был назначен пенальти за игру рукой Карсела-Гонсалеса. Возмущённый Хиддинк после назначения пенальти направился в сторону главного судьи, оттолкнув по пути пытавшегося преградить путь резервного арбитра Р. Чернова, за что впоследствии получил шестиматчевую дисквалификацию. Матч закончился победой динамовцев со счётом 2:1. Через три дня Хиддинк объявил об отставке. Исполняющим обязанности главного тренера был назначен его помощник Р. Мёленстен. 28 июля «Анжи» сыграл вничью с «Крыльями Советов».
1 августа махачкалинцы встречались на «Анжи-Арене» ФК «Ростов». Ростовчане добились победы с минимальным счётом. Во время игры с «Ростовом» появилась информация, что отсутствующий в заявке из-за травмы полузащитник «Анжи» И. Денисов не нашёл общий язык с легионерами и близок к тому, чтобы покинуть команду. Руководство клуба сразу же объявило, что Денисов всё ещё действующий игрок «Анжи», а его отсутствие связано с травмой. О конфликте Денисова с одноклубниками распространялась разная информация. Одни источники утверждали, что Денисов обвинил легионеров в том, что они пришли в клуб ради денег, а он — за титулами. Другие — Денисову не понравилось, что в команде всем, в том числе и заменами по ходу матча, руководит капитан команды — Это’О. Была также информация, что легионеры хотели «сломать» на тренировке полузащитника О. Ахмедова, а Денисов заступился за него. Владелец клуба С. Керимов принял сторону легионеров и решил расторгнуть контракт с полузащитником.
6 августа 2013 года стало известно, что «Анжи» ожидают большие перемены. Владелец клуба, недовольный результатами своей команды, решил сократить финансирование и продать ряд лидеров. На следующий день председатель совета директоров «Анжи» Константин Ремчуков подтвердил информацию о скорой реорганизации махачкалинского клуба, назначении новым главным тренером Гаджи Гаджиева, а также озвучил новый годовой бюджет. «Главная новость состоит в том, что произойдёт переформатирование „Анжи“. Некоторые игроки уйдут, бюджет будет на уровне 50-70 миллионов долларов в год. Гаджи Гаджиев возглавит клуб, будет развиваться академия, будет реализовываться среднесрочная стратегия развития и успехов. Быстро не удалось. Сулейман Керимов полностью владеет ситуацией, решение, принятое им, будет озвучено в деталях в среду», — написал Ремчуков на своей странице в Twitter. В официальном заявлении руководства махачкалинского «Анжи» было сказано, что принято решение о разработке новой долгосрочной стратегии развития клуба. Руководство признало, что ранее предпринятые шаги, направленные на скорое достижение максимального спортивного результата, с привлечением дорогостоящих игроков не привели к успеху. Приоритетным направлением развития клуба была названа открытая в конце 2012 года футбольная академия «Анжи». Среди возможных причин сокращения финансирования назывались недовольство низкими результатами команды, ухудшение здоровья С. Керимова; падение стоимости акций Уралкалия, доля акций которого принадлежат С. Керимову и др.
8 августа 2013 года главным тренером махачкалинцев был назначен Г. Гаджиев. Воспользовавшись паузой в чемпионате России, вызванной участием национальной сборной в отборочном матче чемпионата мира против команды Северной Ирландии, тренер отправился с командой на короткий сбор в Австрию. 14 августа стало известно, что «Анжи» и пермский «Амкар» достигли договорённости о возвращении в клуб отданного ранее в аренду Н. Бурмистрова, а полузащитник «Анжи» О. Шатов продолжит карьеру в «Зените». 15 августа СМИ сообщили, что Ю. Жирков, И. Денисов и А. Кокорин подписали контракты с московским «Динамо», М. Буссуфа прошёл медобследование в одной из московских клиник под наблюдением врачей «Локомотива», а из аренды будет возвращён С. Сердеров. 17 августа «Анжи» встретился с «Зенитом» которому проиграл с крупным счётом — 0:3. Голами отметились Р. Широков, Халк и Ансальди. В том матче в заявке махачкалинцев появилось сразу несколько молодых игроков — Сулейманов, Удунян и И. Абдулавов. Последний даже вышел на поле, заменив на 68-й минуте Карсела-Гонсалеса. 20 августа полузащитник Л. Диарра стал игроком московского «Локомотива». Трансфер француза обошёлся железнодорожникам в 14,5 млн евро. На следующий день московский «Спартак» объявил о подписании контракта с Жоао Карлосом.
Обескровленная команда быстро скатилась в зону вылета. В течение 19 туров «Анжи» не мог одержать победу в национальном чемпионате, прервав неудачную серию лишь после зимнего перерыва в домашнем матче с Рубином (1:0). К этому моменту Анжи располагался на 16 месте. В групповом турнире Лиги Европы «Анжи» сумел занять второе место, пропустив вперёд «Тоттенхэм», но обогнав молдавский «Шериф» и норвежский клуб «Тромсе». Любопытно, что первую и вторую победу в сезоне «Анжи» одержал именно в Лиге Европы — со счётом 1:0 дважды был обыгран «Тромсе».
В зимнее трансферное окно для спасения ситуации в команду были приглашены Александр Алиев, Фёдор Смолов, Динияр Билялетдинов, Александр Бухаров, Махач Гаджиев. Пополнения позволили команде провести несколько запоминающихся матчей (например, были разгромлены московское «Динамо» (4:0) и грозненский «Терек» (3:0)), но спастись от вылета команде не удалось. В Лиге Европы команда сумела пройти «Генк» в 1/16 финала, но в упорной борьбе уступила голландскому «Аз Алкмаар» в следующей стадии.

### Футбольная национальная лига 2014—2015
В сезоне 2014—2015 команду возглавил экс-тренер донецкого «Металлурга» Сергей Ташуев. По окончании сезона «Анжи» занял второе место в турнирной таблице, набрав 71 очко, и тем самым оформил выход в Премьер-лигу. Перед последним матчем в ФНЛ с «Сахалином» было объявлено об увольнении Ташуева с поста главного тренера. Свой заключительный матч команда сыграла под руководством тренера «Анжи-2» Руслана Агаларова. По итогам сезона нападающий «Анжи» Янник Боли стал лучшим бомбардиром ФНЛ.

### Премьер-лига 2015—2019. Кризис
После возвращения «Анжи» в Премьер-лигу команду возглавил экс-тренер «Мордовии» Юрий Сёмин. В трансферное окно клуб покинуло 13 игроков. В качестве свободных агентов были приглашены Александр Жиров, Карлен Мкртчян, Батраз Хадарцев, Лоренцо Эбесилио, Георгий Тигиев и Угу Алмейда. Также был приобретён Дарко Лазич из «Црвены Звезды» и Иван Маевский из польской «Завиши»; из «Кубани» вернулись арендованные Андрей Ещенко и Евгений Помазан. После 10 стартовых туров «Анжи» находился на 16-м месте в турнирной таблице, набрав всего 6 очков. После домашнего матча с «Уфой», закончившегося со счётом 1:1, Юрий Сёмин подал в отставку. Новым тренером «Анжи» стал тренер молодёжной команды Руслан Агаларов. В дальнейшем команда показывала низкое качество игры, относительно успешно выступая только в концовках обеих частей чемпионата и постоянно находясь на дне турнирной таблицы (хотя и без существенного отставания от конкурентов). В итоге «Анжи» завершил основную часть сезона на 13 месте, сохранив место в элитном дивизионе благодаря стыковым матчам, в которых команда одержала победу в обоих матчах (1:0 и 2:0) против астраханского «Волгаря».
Летом 2016 года главным тренером клуба стал чешский специалист Павел Врба. Клуб достойно провёл начало чемпионата (7-е место и 12 очков (минус 7 очков от лидера) после 8 туров), но к зимнему перерыву набрал всего 20 очков и занимал 11-е место. В этот момент в «Анжи» снова сменилась стратегия развития: бизнесмен Осман Кадиев стал новым владельцем команды, Павел Врба был отправлен в отставку, его место занял Александр Григорян, а клуб объявил, что готов расстаться с рядом ведущих футболистов, в том числе бесплатно отпустить некоторых игроков, которые попали в команду в начале сезона. В итоге махачкалинцы по итогам сезона набрали 30 очков и заняли спасительное 12-е место, избежав стыковых матчей.
В сезоне 2017/18 «Анжи» занял 14 место, которое позволяло сохранить место в элите через стыковые матчи. Уступив «Енисею» по сумме двух матчей (0:3, 4:3), «Анжи» должен был понизиться в классе, но из-за расформирования «Амкара» (победившего в стыковых матчах «Тамбов») по решению РФС махачкалинцы сохранили прописку в РПЛ ещё на один год.
Весь следующий сезон команда провела, испытывая серьёзные финансовые проблемы, и, заняв 15-е место в турнирной таблице, покинула Премьер-лигу.

### Недопуск в ФНЛ. Понижение в ПФЛ и долги.
17 мая 2019 года состоялось заседание РФС, на котором «Анжи» было отказано в прохождении процедуры лицензирования для участия в ФНЛ сезона 2019/20 в связи с долгами, которые превышали 100 миллионов рублей. 27 мая руководство сообщило о подаче жалобы в апелляционный комитет РФС, но двое суток спустя клуб отозвал свою апелляцию.
17 июня 2019 года стало известно, что руководство команды подало документы на лицензирование для участия в турнире группы «Юг» ПФЛ сезона 2019/20, 26 июня клуб прошёл процедуру лицензирования. Костяк команды составили местные игроки в возрасте 20—21 года.
15 мая 2020 года Исполком РФС принял решение о досрочном завершении ранее приостановленного сезона-2019/20 в ПФЛ из-за пандемии с утверждением его итогов по состоянию на 17 марта того же года. Таким образом, по итогам 19 туров «Анжи» расположился на предпоследнем 15-м месте. Также по ходу сезона с клуба были сняты 6 очков за долги перед бывшим игроком Янником Боли.
В июне 2020 года, несмотря на долги, «Анжи» получил лицензию для участия в сезоне ПФЛ 2020/21, так как руководство клуба показало положительную динамику погашения долгов.
Несмотря на проблемы с местом проведения домашних матчей и запрет на регистрацию новых игроков, новый сезон стал более удачным по сравнению с предыдущим. По итогам 32-х туров клуб занял 6-е место в группе 1 ПФЛ. Также в сезоне-2020/21 команда на 100% состояла из молодых воспитанников дагестанского футбола.
3 июня 2022 года пресс-служба клуба официально объявила, что команда не сумела получить лицензию на следующий сезон, что означает автоматическое лишение профессионального статуса. 5 июня, в день последнего матча «Анжи» во Втором дивизионе ФНЛ, у всех сотрудников клуба закончились контракты.
1 сентября 2024 года в соцсетях клуба было объявлено о возрождении «Анжи». Бизнесмен Осман Кадиев дал разрешение на использование бренда «Анжи» президенту МФК «South United» Арзулуму Султанахмедову для участия в медийном футболе, а так же одному из лидеров фанатского объединения «Дикая Дивизия» Абакару Гамидову для возрождения ФК «Анжи» в любительской лиге Дагестана.
16 сентября 2024 года произошел официальный ребрендинг: медийный клуб «South United» изменил свое название на МФК «Анжи». Об этом было объявлено в официальном Telegram-канале клуба.
В декабре МФК «Анжи» сыграл благотворительный футбольный матч с ФК «Победа». В составе «Анжи» играли легенды клуба Шамиль Лахиялов, Али Гаджибеков, Камиль Агаларов и другие.

### Возвращение в большой футбол
28 января 2025 года в Telegram-канале «Анжи» объявили о возвращении клуба в «большой футбол». «Анжи» будет выступать в третьем дивизионе России.
«Анжи» возвращается в большой футбол!
Дорогие болельщики, партнёры и все, кто поддерживает наш клуб!
С радостью сообщаем, что ФК «Анжи» возвращается в большой футбол!
«Анжи» будет выступать в третьем дивизионе России. Это событие станет важной частью в истории клуба и знаком того, что команда готова начать новый этап своей жизни.
Возвращение в большой футбол — это возможность привлечь новых спонсоров и инвесторов, что, в свою очередь, поможет обеспечить стабильность финансового положения клуба. Кроме того, это шанс вернуть к жизни славные традиции «Анжи» и восстановить доверие со стороны болельщиков.
После долгого пути восстановления и упорной подготовки мы готовы снова радовать вас яркими матчами, незабываемыми эмоциями и стремлением к победам.
Мы помним нашу историю, ценим вашу преданность и верим, что вместе сможем достичь новых высот.
Возвращение «Анжи» — это не просто спортивное событие, это возвращение большой семьи, которая всегда была вместе, несмотря на все трудности.
Следите за новостями, поддерживайте нас и готовьтесь к новому этапу в истории нашего клуба.
Спасибо, что вы с нами. Вперед, «Анжи»!
 #АнжиЭтоМы #Анжи #Желтозеленые

## Еврокубки

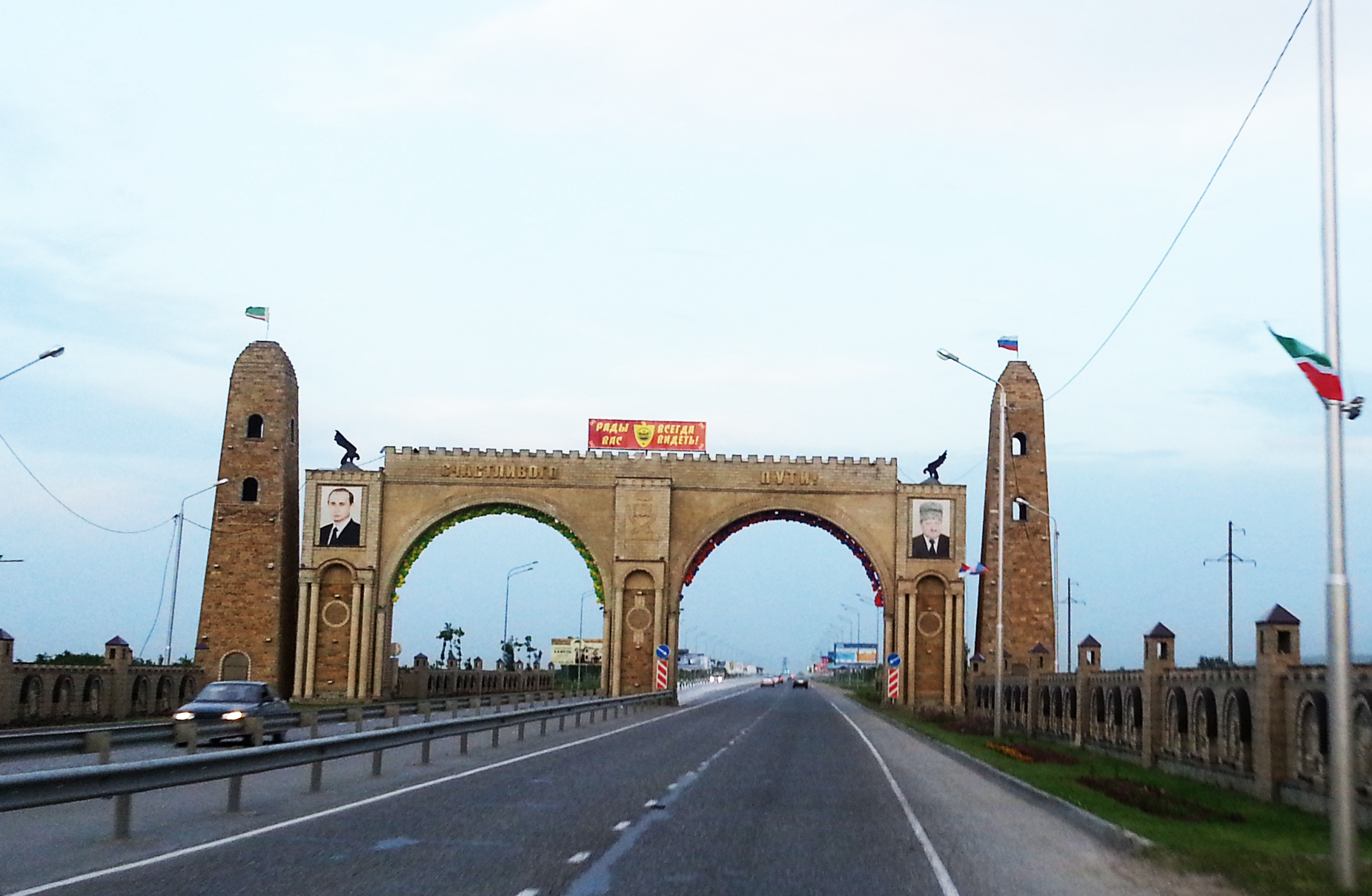
Приветственный баннер ФК «Анжи» над арками при въезде в Грозный с надписью «Рады всегда Вас видеть!», 1 июня 2013 года

### 2001/2002
В 2001 году «Анжи» завоевал право выступать в Кубке УЕФА. Жребий свёл «Анжи» с многократным чемпионом Шотландии клубом «Рейнджерс» из Глазго. Из-за близкого расположения Махачкалы к Чечне шотландцы во главе с Диком Адвокатом категорически отказались ехать в этот регион, и комитет УЕФА принял решение провести один матч на нейтральной территории — в Варшаве. «Рейнджерс» в упорной борьбе выиграл матч с минимальным счётом — 1:0.

### 2012/2013
В 2012 году, заняв 5-е место в Премьер-лиге, «Анжи» во второй раз получает право выступать в еврокубках. 30 июня 2012 на заседании исполнительного комитета УЕФА в Киеве было решено не проводить домашние матчи Лиги Европы сезона-2012/13 на территории Дагестана. Первые два домашних матча Анжи провёл на стадионе «Сатурн» в Раменском. Домашний матч раунда плей-офф и матчи группового этапа Лиги Европы махачкалинский клуб проводил на стадионе «Локомотив» в Москве.

### 2013/2014
В 2013 году, заняв 3-е место в Премьер-лиге и в финале Кубка России уступив вице-чемпиону ЦСКА, «Анжи» в третий раз попадает в еврокубки. Несмотря на кризис в клубе и борьбу за выживание в РФПЛ, «Анжи», начав выступление в Лиге Европы с группового этапа, вышел из группы со второго места (заработав 8 очков), дважды обыграв норвежский «Тромсё», дважды сыграв вничью с молдавским «Шерифом», и дважды уступив английскому «Тоттенхэму». В 1/16 стадии плей-офф клуб в гостях победил бельгийский «Генк» (0:0, 0:2), а в 1/8 с минимальным счётом уступил голландскому «АЗ Алкмаару» (1:0, 0:0), имея реальные шансы на выход в 1/4. «Анжи» покинул еврокубки позже всех остальных российских команд, что никак не помешало клубу вылететь в ФНЛ.

## Форма и цвета

Цвета «Анжи»

Официальными цветами клуба являются жёлтый и зелёный. Домашняя форма — жёлтая. Гостевая форма — чёрная. Резервная форма — белая. В сентябре 2012 года компания Nike стала техническим спонсором ФК «Анжи».
В июле 2018 года компания Jako стала техническим спонсором «Анжи». В 2020 году «Анжи» начал сотрудничество с брендом Puma.

## Статистика
- Лучший бомбардир клуба: Ибрагим Гасанбеков (153 гола в 236 играх чемпионата).
- Самая крупная победа: «Анжи» — «Урарту» (Грозный) 9:0 — 1993 год.
- Самая крупная победа в еврокубках: АЗ — «Анжи» 0:5 — 2012 год.
- Первый гол в профессиональном футболе и в Кубке России — Карен Удунян (18 апреля 1992 года в домашнем матче 1/256 Кубка России с «Вайнахом» из Шали)[77].
- Первый гол в Первом дивизионе — Кафар Кафаров (9 апреля 1997 года в гостевом матче 3-го тура с омским «Иртышом»)[78].
- Первый гол в Высшем дивизионе — Предраг Ранджелович (8 апреля 2000 года в домашнем матче 3-го тура с ростовским «Ростсельмашем»)[79].
- Первый дубль в Высшем дивизионе — Будун Будунов (15 апреля 2000 года в гостевом матче 4-го тура с владикавказской «Аланией»)[80].
- Первый хет-трик в Высшем дивизионе — Предраг Ранджелович (17 мая 2000 года в домашнем матче 9-го тура с воронежским «Факелом»)[81].
- Самый большой бюджет в истории клуба — 180 млн. $ (сезон-2012/13).
- Первый гол в еврокубках — Жусилей (19 июля 2012 года в домашнем матче с «Гонведом»)[82].
- Первый дубль в еврокубках — Самюэль Это’о (26 июля 2012 года в гостевом (ответном) матче с «Гонведом»)[83].
- Самая длинная серия побед в еврокубках — 6 побед (сезон-2012/13).
- Самая длинная серия побед в чемпионате России — 7 побед (сезон-2012/13)[84].
- Самая длинная беспроигрышная серия в официальных матчах — 13 матчей (с 12 августа 2012 по 28 октября 2012).
- Самая длинная беспроигрышная серия в еврокубках — 8 матчей (сезон-2012/13).
- Самая длинная результативная серия в чемпионате России — 11 матчей (сезон-2012/13)[85].
- Лучший бомбардир клуба в играх на высшем уровне (Чемпионат, Кубок, Лига Европы): Самюэль Это’о (34 голов в 66 играх).
- Наивысшее место в элитном дивизионе: 3-е (2012/13).
- Финалист Кубка России: 2000/01 и 2012/13.
- Участник 1/8 финала Лиги Европы УЕФА: 2012/13, 2013/14.
- Максимальная совокупная трансферная стоимость всех игроков Анжи — 205 200 000 € (10 июля 2013 года)[86].
- 22-е место среди лучших футбольных клубов мира по версии IFFHS (май 2013 года)[87].
- 95-е место среди лучших футбольных клубов мира по версии УЕФА (май 2013 года)[88].

## Стадион
Первым стадионом, на котором команда начала играть после выхода на профессиональный уровень в 1992 году, стал махачкалинский стадион «Труд», находящийся непосредственно в центре города на улице Ярагского, но задержался клуб здесь всего на год. В начале 2000-х именно здесь проводил матчи дублирующий состав махачкалинцев.

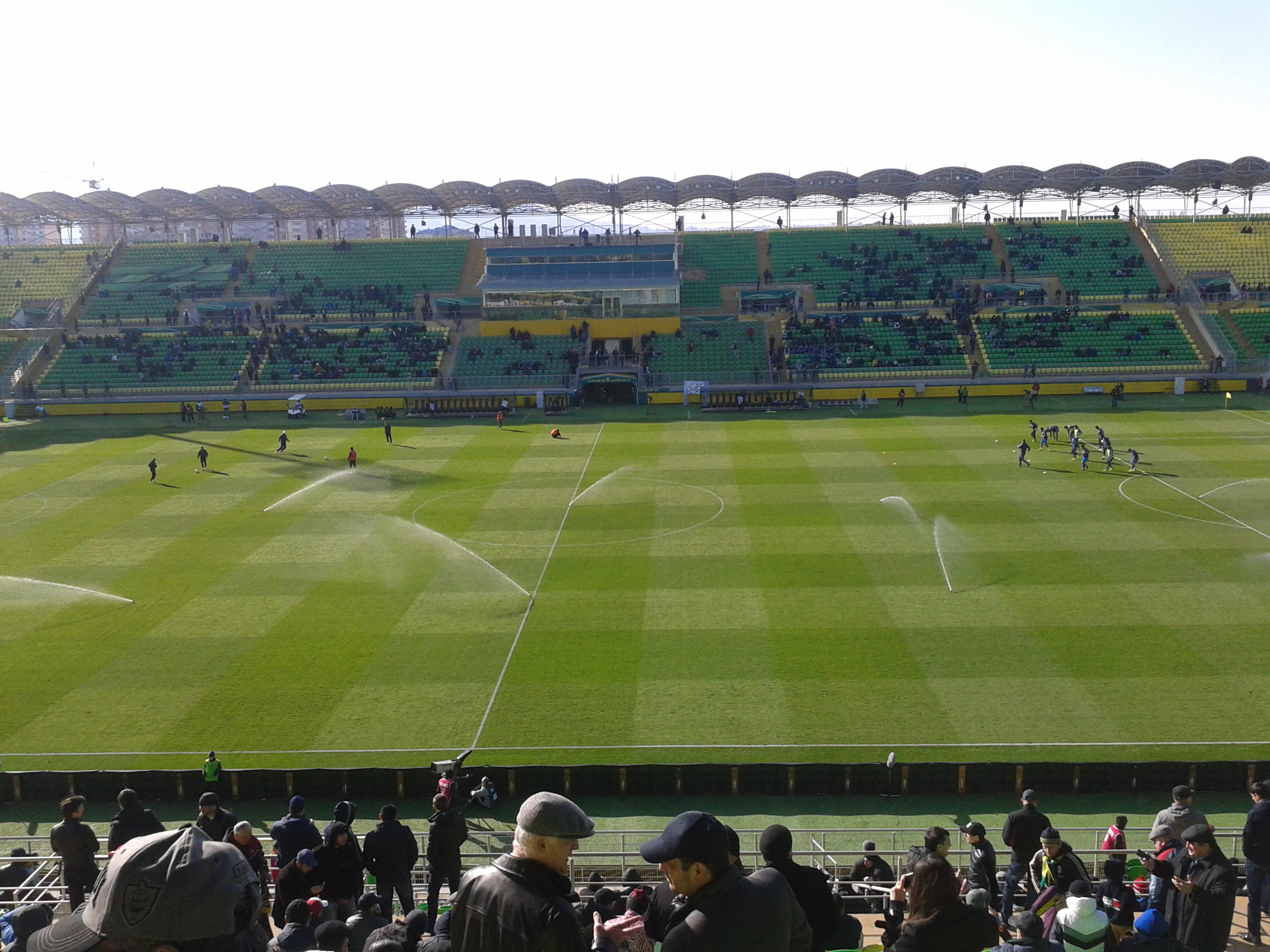
«Анжи-Арена»

Следующим стадионом, на котором играл «Анжи», стал стадион «Труд» в Каспийске (соседнем с Махачкалой городе). Проведя здесь сезон 1993 года, «Анжи» в 1994 году переехал на главный республиканский стадион «Динамо», но, проведя там один сезон, в 1995 снова вернулся на каспийский «Труд».
С сезона 1995 и почти до конца сезона 1997 махачкалинцы играли в Каспийске, а в конце сезона 1997 года вернулись в родной город, на стадион «Динамо», где выступали до 2003 года. В 2000 году, к выходу команды в высший дивизион, на стадионе была проведена генеральная реконструкция, достроена 4-я (западная) трибуна, установлено электронное табло.
22 июля 2003 года «Анжи» переехал на новый стадион «Хазар», построенный неподалёку от трассы между Махачкалой и Каспийском. В матче открытия хозяева со счётом 1:0 обыграли «Кубань». Вместимость стадиона составляла около 20 тысяч человек, что ощутимо больше 16-тысячного стадиона «Динамо». Но родным домом ни для команды, ни для болельщиков «Хазар» так и не стал.
Во-первых, из-за не совсем правильной планировки стадион был сильно продуваем ветрами, что доставляло дискомфорт как играющим командам, так и зрителям. А во-вторых, не было организовано курсирование общественного транспорта от соседних городов до сооружения, что доставляло значительные трудности для болельщиков добираться до стадиона и покидать его после игр и отражалось на количестве болельщиков на трибунах.
Со второй половины сезона 2006 года и до 2012 года включительно «Анжи» играл домашние матчи на стадионе «Динамо». С приходом в клуб Сулеймана Керимова было принято решение о строительстве нового стадиона для «Анжи». Также была проведена реконструкция стадиона «Хазар» в Каспийске. Планировалось, что реконструированный стадион будет использоваться до постройки более современного стадиона вместимостью более 40 000 зрителей.
В первом матче после реконструкции на стадионе, получившем новое название «Анжи-Арена» 17 марта 2013 года, «Анжи» сыграл вничью (1:1) с самарскими «Крыльями Советов». 1 июня 2013 года состоялось торжественное открытие стадиона, в честь чего был дан концерт с участием звёзд российской и зарубежной эстрады.
В конце 2019 года «Анжи» по финансовым причинам вынужден был покинуть стадион «Анжи Арена», на котором команда играла с 2013 года. После этого 1 домашний матч «Анжи» провёл в соседней Чеченской республике, в городе Грозный, на стадионе имени Билимханова. В марте 2020 года «Анжи» вернулся в Махачкалу, где начал играть на тренировочном поле РДЮСШ, более известной как «Маркаровская школа».

## База
С апреля 2011 по декабрь 2012 и с августа 2013 по март 2014 года команда готовилась к матчам чемпионата России на подмосковной базе в посёлке Кратово, где ранее тренировались игроки раменского «Сатурна». С декабря 2012 по август 2013 года в качестве тренировочной базы выступал стадион «Лужники».
21 сентября 2017 года с целью развития детско-юношеского футбола в республике Дагестан в Дербенте открыли филиал академии клуба «Анжи».
C августа 2018 года клуб готовился к матчам РПЛ на базе «Витязь», что в подмосковном Подольске.

## Статистика выступлений
| Год     | Чемпионат (первенство)    | Чемпионат (первенство) | Чемпионат (первенство) | Чемпионат (первенство) | Чемпионат (первенство) | Чемпионат (первенство) | Чемпионат (первенство) | Очки    | Кубок | Кубок | Еврокубки                          |
| Год     | Лига/дивизион             | Место                  | И                      | В                      | Н                      | П                      | Мячи                   | Очки    | Кубок | Кубок | Еврокубки                          |
| ------- | ------------------------- | ---------------------- | ---------------------- | ---------------------- | ---------------------- | ---------------------- | ---------------------- | ------- | ----- | ----- | ---------------------------------- |
| 1992    | Вторая лига, 1-я зона     | 5                      | 38                     | 23                     | 2                      | 13                     | 77 — 46                | 48      | 1/64  | 1/64  | —                                  |
| 1993    | Вторая лига, 1-я зона     |                        | 38                     | 27                     | 1                      | 10                     | 98 — 31                | 55      | 1/128 | 1/128 | —                                  |
| 1994    | Вторая лига, зона «Запад» | 10                     | 40                     | 19                     | 5                      | 16                     | 57 — 41                | 43      | 1/16  | 1/16  | —                                  |
| 1995    | Вторая лига, зона «Запад» | 7                      | 42                     | 24                     | 4                      | 14                     | 77 — 43                | 76      | 1/4   |       | —                                  |
| 1996    | Вторая лига, зона «Запад» |                        | 38                     | 28                     | 3                      | 7                      | 99 — 36                | 87      | 1/4   | 1/16  | —                                  |
| 1997    | Первая лига               | 13                     | 42                     | 18                     | 6                      | 18                     | 66 — 72                | 60      | 1/32  | 1/32  | —                                  |
| 1998    | Первый дивизион           | 12                     | 42                     | 17                     | 6                      | 19                     | 47 — 56                | 57      | 1/32  | 1/32  | —                                  |
| 1999    | Первый дивизион           |                        | 42                     | 26                     | 8                      | 8                      | 55 — 20                | 86      | 1/4   |       | —                                  |
| 2000    | Высший дивизион           | 4                      | 30                     | 15                     | 7                      | 8                      | 44 — 31                | 52      | 1/4   |       | —                                  |
| 2001    | Высший дивизион           | 13                     | 30                     | 7                      | 11                     | 12                     | 28 — 34                | 32      | Финал | 1/8   | Первый отборочный раунд Кубка УЕФА |
| 2002    | Премьер‑лига              | 15                     | 30                     | 5                      | 10                     | 15                     | 22 — 43                | 25      | 1/2   |       | —                                  |
| 2003    | Первый дивизион           | 6                      | 42                     | 19                     | 13                     | 10                     | 52 — 33                | 70      | 1/2   | 1/16  | —                                  |
| 2004    | Первый дивизион           | 8                      | 42                     | 16                     | 12                     | 14                     | 50 — 53                | 60      | 1/32  | 1/32  | —                                  |
| 2005    | Первый дивизион           | 11                     | 42                     | 14                     | 13                     | 15                     | 47 — 48                | 55      | 1/32  | 1/32  | —                                  |
| 2006    | Первый дивизион           | 15                     | 42                     | 15                     | 8                      | 19                     | 57 — 66                | 53      | 1/16  | 1/16  | —                                  |
| 2007    | Первый дивизион           | 10                     | 42                     | 16                     | 9                      | 17                     | 41 — 44                | 57      | 1/32  | 1/32  | —                                  |
| 2008    | Первый дивизион           | 6                      | 42                     | 20                     | 12                     | 10                     | 63 — 35                | 72      | 1/16  | 1/16  | —                                  |
| 2009    | Первый дивизион           |                        | 38                     | 21                     | 12                     | 5                      | 61 — 31                | 75      | 1/32  | 1/32  | —                                  |
| 2010    | Премьер‑лига              | 11                     | 30                     | 9                      | 6                      | 15                     | 29 — 39                | 33      | 1/8   | 1/8   | —                                  |
| 2011/12 | Премьер‑лига              | 5                      | 44                     | 19                     | 13                     | 12                     | 54 — 42                | 70      | 1/8   | 1/8   | —                                  |
| 2012/13 | Премьер‑лига              |                        | 30                     | 15                     | 8                      | 7                      | 45 — 34                | 53      | Финал | Финал | 1/8 Лиги Европы                    |
| 2013/14 | Премьер‑лига              | 16                     | 30                     | 3                      | 11                     | 16                     | 25 — 42                | 20      | 1/16  | 1/16  | 1/8 Лиги Европы                    |
| 2014/15 | ФНЛ                       |                        | 34                     | 22                     | 5                      | 7                      | 60 — 22                | 71      | 1/16  | 1/16  | —                                  |
| 2015/16 | Премьер‑лига              | 13                     | 30                     | 6                      | 8                      | 16                     | 31 — 50                | 26      | 1/8   | 1/8   | —                                  |
| 2016/17 | Премьер-лига              | 12                     | 30                     | 7                      | 9                      | 14                     | 24 — 38                | 30      | 1/4   | 1/4   | —                                  |
| 2017/18 | Премьер-лига              | 14                     | 30                     | 6                      | 6                      | 18                     | 31 — 55                | 24      | 1/16  | 1/16  | —                                  |
| 2018/19 | Премьер-лига              | 15                     | 30                     | 5                      | 6                      | 19                     | 13 — 50                | 21      | 1/8   | 1/8   | —                                  |
| 2019/20 | ПФЛ, группа «Юг»          | 15                     | 19                     | 3                      | 7                      | 9                      | 24 — 32                | 10 (−6) | 1/128 | 1/128 | —                                  |
| 2020/21 | ПФЛ, группа 1             | 6                      | 32                     | 14                     | 9                      | 9                      | 59 — 43                | 51      | 1/128 | 1/128 | —                                  |
| 2021/22 | ФНЛ-2, группа 1           | 9                      | 32                     | 13                     | 9                      | 10                     | 46 — 35                | 42 (−6) | 1/64  | 1/64  | —                                  |

## Закреплённые номера
№ 11 был закреплён за Ибрагимом Гасанбековым.

№ 12 был закреплён за болельщиками «Анжи».

## Капитаны
| Капитан               | Период               |
| --------------------- | -------------------- |
| Магомедхабиб Курбанов | 1992—1993            |
| Ибрагим Гасанбеков    | 1994—1995, 1996—1999 |
| Михаил Куприянов      | 1995—1996            |
| Нарвик Сирхаев        | 1999—2001, 2007      |
| Будун Будунов         | 2002                 |
| Андрей Гордеев        | 2003                 |
| Руслан Агаларов       | 2004—2005, 2007      |
| Гаджи Баматов         | 2005                 |
| Шамиль Лахиялов       | 2005                 |
| Кахабер Мжаванадзе    | 2005                 |
| Александр Никулин     | 2005                 |
| Антон Жуков           | 2006                 |
| Михаил Ашветия        | 2008                 |
| Дмитрий Бородин       | 2008                 |
| Расим Тагирбеков      | 2009—2010, 2014—2015 |
| Роберто Карлос        | 2011                 |
| Самюэль Это’о         | 2011—2013            |
| Жусилей               | 2013                 |
| Александр Епуряну     | 2014                 |
| Али Гаджибеков        | 2015—2016            |
| Давид Юрченко         | 2017                 |
| Павел Яковлев         | 2017—2018            |
| Гурам Тетрашвили      | 2018                 |
| Владислав Кулик       | 2018—2019            |
| Магомеднаби Ягьяев    | 2019—2021            |
| Рустам Мачилов        | 2021—2022            |

## Главные тренеры
| Главный тренер             | Период работы                        | Сезон   | Турнир                       | Статистика выступлений тренера | Статистика выступлений тренера | Статистика выступлений тренера | Статистика выступлений тренера | Статистика выступлений тренера | Статистика выступлений тренера | Статистика выступлений тренера | Статистика выступлений тренера | Итоги сезона       |
| Главный тренер             | Период работы                        | Сезон   | Турнир                       | И                              | В                              | Н                              | П                              | ГЗ                             | ГП                             | +/-                            | В%                             | Итоги сезона       |
| -------------------------- | ------------------------------------ | ------- | ---------------------------- | ------------------------------ | ------------------------------ | ------------------------------ | ------------------------------ | ------------------------------ | ------------------------------ | ------------------------------ | ------------------------------ | ------------------ |
| Махач Керимов              | 1992                                 | 1992    | Вторая лига ПФЛ (3 див.)     | Нет точной информации о сезоне | Нет точной информации о сезоне | Нет точной информации о сезоне | Нет точной информации о сезоне | Нет точной информации о сезоне | Нет точной информации о сезоне | Нет точной информации о сезоне | Нет точной информации о сезоне |                    |
| Махач Керимов              | 1992                                 | 1992    | Кубок России                 | 3                              | 2                              | 0                              | 1                              | 10                             | 5                              | +5                             | 066,67                         |                    |
|                            |                                      |         |                              |                                |                                |                                |                                |                                |                                |                                |                                |                    |
| Владимир Петров            | 1993                                 | 1993    | Вторая лига ПФЛ (3 див.)     | Нет точной информации о сезоне | Нет точной информации о сезоне | Нет точной информации о сезоне | Нет точной информации о сезоне | Нет точной информации о сезоне | Нет точной информации о сезоне | Нет точной информации о сезоне | Нет точной информации о сезоне |                    |
| Владимир Петров            | 1993                                 | 1993    | Кубок России                 | 1                              | 0                              | 0                              | 1                              | 0                              | 3                              | −3                             | 000,00                         |                    |
|                            |                                      |         |                              |                                |                                |                                |                                |                                |                                |                                |                                |                    |
| Ахмед Алескеров            | 1994                                 | 1994    | Вторая лига ПФЛ (3 див.)     | Нет точной информации о сезоне | Нет точной информации о сезоне | Нет точной информации о сезоне | Нет точной информации о сезоне | Нет точной информации о сезоне | Нет точной информации о сезоне | Нет точной информации о сезоне | Нет точной информации о сезоне |                    |
| Ахмед Алескеров            | 1994                                 | 1994    | Кубок России                 | 2                              | 2                              | 0                              | 0                              | 5                              | 1                              | +4                             | 100,00                         |                    |
|                            |                                      |         |                              |                                |                                |                                |                                |                                |                                |                                |                                |                    |
| Вячеслав Лёгкий            | 1994                                 | 1994    | Вторая лига ПФЛ (3 див.)     | Нет точной информации о сезоне | Нет точной информации о сезоне | Нет точной информации о сезоне | Нет точной информации о сезоне | Нет точной информации о сезоне | Нет точной информации о сезоне | Нет точной информации о сезоне | Нет точной информации о сезоне |                    |
|                            |                                      |         |                              |                                |                                |                                |                                |                                |                                |                                |                                |                    |
| Рафаэль Сафаров            | 1994—1995                            | 1994    | Кубок России                 | 2                              | 1                              | 0                              | 1                              | 5                              | 2                              | +3                             | 050,00                         |                    |
| Рафаэль Сафаров            | 1994—1995                            | 1995    | Вторая лига ПФЛ (3 див.)     | Нет точной информации о сезоне | Нет точной информации о сезоне | Нет точной информации о сезоне | Нет точной информации о сезоне | Нет точной информации о сезоне | Нет точной информации о сезоне | Нет точной информации о сезоне | Нет точной информации о сезоне |                    |
|                            |                                      |         |                              |                                |                                |                                |                                |                                |                                |                                |                                |                    |
| Александр Маркаров (и. о.) | 1995—1996                            | 1995    | Вторая лига ПФЛ (3 див.)     | Нет точной информации о сезоне | Нет точной информации о сезоне | Нет точной информации о сезоне | Нет точной информации о сезоне | Нет точной информации о сезоне | Нет точной информации о сезоне | Нет точной информации о сезоне | Нет точной информации о сезоне |                    |
| Александр Маркаров (и. о.) | 1995—1996                            | 1995    | Кубок России                 | 2                              | 2                              | 0                              | 0                              | 5                              | 1                              | +4                             | 100,00                         |                    |
| Александр Маркаров (и. о.) | 1995—1996                            | 1996    | Кубок России                 | 1                              | 0                              | 0                              | 1                              | 1                              | 2                              | −1                             | 000,00                         |                    |
|                            |                                      |         |                              |                                |                                |                                |                                |                                |                                |                                |                                |                    |
| Эдуард Малофеев            | С января 1996 по 17 июня 1998        | 1996    | Вторая лига ПФЛ (3 див.)     | 38                             | 29                             | 6                              | 3                              | 105                            | 23                             | +82                            | 076,32                         | Повышение в классе |
| Эдуард Малофеев            | С января 1996 по 17 июня 1998        | 1996    | Кубок России                 | 5                              | 4                              | 0                              | 1                              | 14                             | 3                              | +11                            | 080,00                         |                    |
| Эдуард Малофеев            | С января 1996 по 17 июня 1998        | 1997    | Первая лига ПФЛ (2 див.)     | 42                             | 18                             | 6                              | 18                             | 66                             | 72                             | −6                             | 042,86                         |                    |
| Эдуард Малофеев            | С января 1996 по 17 июня 1998        | 1997    | Кубок России                 | 3                              | 2                              | 0                              | 1                              | 8                              | 4                              | +4                             | 066,67                         |                    |
| Эдуард Малофеев            | С января 1996 по 17 июня 1998        | 1998    | Первая лига ПФЛ (2 див.)     | 16                             | 7                              | 2                              | 7                              | 16                             | 18                             | −2                             | 043,75                         |                    |
| Эдуард Малофеев            | С января 1996 по 17 июня 1998        | 1998    | Кубок России                 | 1                              | 1                              | 0                              | 0                              | 7                              | 0                              | +7                             | 100,00                         |                    |
|                            |                                      |         |                              |                                |                                |                                |                                |                                |                                |                                |                                |                    |
| Александр Решетняк (и. о.) | С 18 июня по 17 августа 1998         | 1998    | Первая лига ПФЛ (2 див.)     | 10                             | 4                              | 0                              | 6                              | 15                             | 21                             | −6                             | 040,00                         |                    |
| Александр Решетняк (и. о.) | С 18 июня по 17 августа 1998         | 1998    | Кубок России                 | 2                              | 1                              | 0                              | 1                              | 3                              | 4                              | −1                             | 050,00                         |                    |
|                            |                                      |         |                              |                                |                                |                                |                                |                                |                                |                                |                                |                    |
| Пётр Шубин                 | С 18 августа по 26 сентября 1998     | 1998    | Первая лига ПФЛ (2 див.)     | 8                              | 2                              | 1                              | 5                              | 9                              | 13                             | −4                             | 025,00                         |                    |
|                            |                                      |         |                              |                                |                                |                                |                                |                                |                                |                                |                                |                    |
| Александр Решетняк (и. о.) | С 27 сентября 1998 по 20 января 1999 | 1998    | Первая лига ПФЛ (2 див.)     | 8                              | 4                              | 3                              | 1                              | 7                              | 4                              | +3                             | 050,00                         |                    |
|                            |                                      |         |                              |                                |                                |                                |                                |                                |                                |                                |                                |                    |
| Гаджи Гаджиев              | С 21 января 1999 по 15 июля 2001     | 1999    | Первая лига ПФЛ (2 див.)     | 42                             | 26                             | 8                              | 8                              | 55                             | 20                             | +35                            | 061,90                         | Повышение в классе |
| Гаджи Гаджиев              | С 21 января 1999 по 15 июля 2001     | 1999    | Кубок России                 | 3                              | 3                              | 0                              | 0                              | 9                              | 1                              | +8                             | 100,00                         |                    |
| Гаджи Гаджиев              | С 21 января 1999 по 15 июля 2001     | 2000    | Чемпионат России             | 30                             | 15                             | 7                              | 8                              | 44                             | 31                             | +13                            | 050,00                         |                    |
| Гаджи Гаджиев              | С 21 января 1999 по 15 июля 2001     | 2000    | Кубок России                 | 3                              | 2                              | 1                              | 0                              | 6                              | 3                              | +3                             | 066,67                         |                    |
| Гаджи Гаджиев              | С 21 января 1999 по 15 июля 2001     | 2001    | Чемпионат России             | 16                             | 4                              | 6                              | 6                              | 11                             | 12                             | −1                             | 025,00                         |                    |
| Гаджи Гаджиев              | С 21 января 1999 по 15 июля 2001     | 2001    | Кубок России                 | 3                              | 2                              | 1                              | 0                              | 4                              | 2                              | +2                             | 066,67                         |                    |
|                            |                                      |         |                              |                                |                                |                                |                                |                                |                                |                                |                                |                    |
| Александр Маркаров (и. о.) | С 16 июля по 2 ноября 2001           | 2001    | Чемпионат России             | 12                             | 3                              | 4                              | 5                              | 17                             | 20                             | −3                             | 025,00                         |                    |
| Александр Маркаров (и. о.) | С 16 июля по 2 ноября 2001           | 2001    | Кубок России                 | 2                              | 0                              | 1                              | 1                              | 2                              | 7                              | −5                             | 000,00                         |                    |
| Александр Маркаров (и. о.) | С 16 июля по 2 ноября 2001           | 2001    | Кубок УЕФА                   | 1                              | 0                              | 0                              | 1                              | 0                              | 1                              | −1                             | 000,00                         |                    |
|                            |                                      |         |                              |                                |                                |                                |                                |                                |                                |                                |                                |                    |
| Леонид Ткаченко            | С 3 ноября 2001 по 14 мая 2002       | 2001    | Чемпионат России             | 2                              | 0                              | 1                              | 1                              | 0                              | 2                              | −2                             | 000,00                         |                    |
| Леонид Ткаченко            | С 3 ноября 2001 по 14 мая 2002       | 2002    | Чемпионат России             | 12                             | 2                              | 6                              | 4                              | 10                             | 17                             | −7                             | 016,67                         |                    |
|                            |                                      |         |                              |                                |                                |                                |                                |                                |                                |                                |                                |                    |
| Александр Решетняк (и. о.) | С 15 мая по 29 июня 2002             | 2002    | Нет официальных матчей       | Нет официальных матчей         | Нет официальных матчей         | Нет официальных матчей         | Нет официальных матчей         | Нет официальных матчей         | Нет официальных матчей         | Нет официальных матчей         | Нет официальных матчей         |                    |
|                            |                                      |         |                              |                                |                                |                                |                                |                                |                                |                                |                                |                    |
| Мирон Маркевич             | С 30 июня по 17 августа 2002         | 2002    | Чемпионат России             | 9                              | 1                              | 2                              | 6                              | 5                              | 15                             | −10                            | 011,11                         |                    |
|                            |                                      |         |                              |                                |                                |                                |                                |                                |                                |                                |                                |                    |
| Александр Решетняк (и. о.) | С 18 августа по 30 августа 2002      | 2002    | Чемпионат России             | 1                              | 0                              | 0                              | 1                              | 1                              | 3                              | −2                             | 000,00                         |                    |
|                            |                                      |         |                              |                                |                                |                                |                                |                                |                                |                                |                                |                    |
| Гаджи Гаджиев              | С 31 августа 2002 по 14 июня 2003    | 2002    | Чемпионат России             | 8                              | 2                              | 2                              | 4                              | 6                              | 8                              | −2                             | 025,00                         | Понижение в классе |
| Гаджи Гаджиев              | С 31 августа 2002 по 14 июня 2003    | 2002    | Кубок России                 | 1                              | 1                              | 0                              | 0                              | 2                              | 1                              | +1                             | 100,00                         |                    |
| Гаджи Гаджиев              | С 31 августа 2002 по 14 июня 2003    | 2003    | Первый дивизион ПФЛ (2 див.) | 16                             | 7                              | 8                              | 1                              | 17                             | 6                              | +11                            | 043,75                         |                    |
| Гаджи Гаджиев              | С 31 августа 2002 по 14 июня 2003    | 2003    | Кубок России                 | 3                              | 1                              | 1                              | 1                              | 2                              | 2                              | +0                             | 033,33                         |                    |
|                            |                                      |         |                              |                                |                                |                                |                                |                                |                                |                                |                                |                    |
| Александр Пискарёв (и. о.) | С 15 июня по 25 июня 2003            | 2003    | Первый дивизион ПФЛ (2 див.) | 9                              | 1                              | 2                              | 6                              | 5                              | 15                             | −10                            | 011,11                         |                    |
|                            |                                      |         |                              |                                |                                |                                |                                |                                |                                |                                |                                |                    |
| Александр Решетняк (и. о.) | С 26 июня по 1 июля 2003             | 2003    | Нет официальных матчей       | Нет официальных матчей         | Нет официальных матчей         | Нет официальных матчей         | Нет официальных матчей         | Нет официальных матчей         | Нет официальных матчей         | Нет официальных матчей         | Нет официальных матчей         |                    |
|                            |                                      |         |                              |                                |                                |                                |                                |                                |                                |                                |                                |                    |
| Александр Маркаров (и. о.) | С 2 июля по 28 августа 2003          | 2003    | Первый дивизион ПФЛ (2 див.) | 10                             | 6                              | 2                              | 2                              | 18                             | 10                             | +8                             | 060,00                         |                    |
| Александр Маркаров (и. о.) | С 2 июля по 28 августа 2003          | 2003    | Кубок России                 | 1                              | 1                              | 0                              | 0                              | 2                              | 0                              | +2                             | 100,00                         |                    |
|                            |                                      |         |                              |                                |                                |                                |                                |                                |                                |                                |                                |                    |
| Гаджи Гаджиев              | С 29 августа по 30 октября 2003      | 2003    | Первый дивизион ПФЛ (2 див.) | 12                             | 6                              | 2                              | 4                              | 14                             | 9                              | +5                             | 050,00                         |                    |
| Гаджи Гаджиев              | С 29 августа по 30 октября 2003      | 2003    | Кубок России                 | 1                              | 1                              | 0                              | 0                              | 3                              | 1                              | +2                             | 100,00                         |                    |
|                            |                                      |         |                              |                                |                                |                                |                                |                                |                                |                                |                                |                    |
| Александр Маркаров (и. о.) | С 1 ноября по 9 декабря 2003         | 2003    | Первый дивизион ПФЛ (2 див.) | 1                              | 0                              | 0                              | 1                              | 0                              | 2                              | −2                             | 000,00                         |                    |
| Александр Маркаров (и. о.) | С 1 ноября по 9 декабря 2003         | 2003    | Кубок России                 | 1                              | 0                              | 0                              | 1                              | 0                              | 2                              | −2                             | 000,00                         |                    |
|                            |                                      |         |                              |                                |                                |                                |                                |                                |                                |                                |                                |                    |
| Евгений Кузнецов           | С 10 декабря 2003 по 25 июня 2004    | 2004    | Первый дивизион ПФЛ (2 див.) | 18                             | 7                              | 3                              | 8                              | 21                             | 21                             | +0                             | 038,89                         |                    |
|                            |                                      |         |                              |                                |                                |                                |                                |                                |                                |                                |                                |                    |
| Александр Решетняк (и. о.) | С 26 июня по 1 июля 2004             | 2004    | Первый дивизион ПФЛ (2 див.) | 1                              | 1                              | 0                              | 0                              | 2                              | 0                              | +2                             | 100,00                         |                    |
|                            |                                      |         |                              |                                |                                |                                |                                |                                |                                |                                |                                |                    |
| Дмитрий Галямин            | С 2 июля 2004 по 4 мая 2006          | 2004    | Первый дивизион ПФЛ (2 див.) | 23                             | 8                              | 9                              | 6                              | 27                             | 32                             | −5                             | 034,78                         |                    |
| Дмитрий Галямин            | С 2 июля 2004 по 4 мая 2006          | 2004    | Кубок России                 | 1                              | 0                              | 0                              | 1                              | 1                              | 3                              | −2                             | 000,00                         |                    |
| Дмитрий Галямин            | С 2 июля 2004 по 4 мая 2006          | 2005    | Первый дивизион ПФЛ (2 див.) | 42                             | 14                             | 13                             | 15                             | 47                             | 48                             | −1                             | 033,33                         |                    |
| Дмитрий Галямин            | С 2 июля 2004 по 4 мая 2006          | 2005    | Кубок России                 | 1                              | 0                              | 0                              | 1                              | 0                              | 2                              | −2                             | 000,00                         |                    |
| Дмитрий Галямин            | С 2 июля 2004 по 4 мая 2006          | 2006    | Первый дивизион ПФЛ (2 див.) | 8                              | 1                              | 3                              | 4                              | 3                              | 6                              | −3                             | 012,50                         |                    |
|                            |                                      |         |                              |                                |                                |                                |                                |                                |                                |                                |                                |                    |
| Александр Маркаров         | С 5 мая 2006 по 17 февраля 2007      | 2006    | Первый дивизион ПФЛ (2 див.) | 34                             | 14                             | 5                              | 15                             | 54                             | 60                             | −6                             | 041,18                         |                    |
| Александр Маркаров         | С 5 мая 2006 по 17 февраля 2007      | 2006    | Кубок России                 | 3                              | 1                              | 1                              | 1                              | 5                              | 5                              | +0                             | 033,33                         |                    |
|                            |                                      |         |                              |                                |                                |                                |                                |                                |                                |                                |                                |                    |
| Омар Тетрадзе              | С 18 февраля 2007 по 16 марта 2010   | 2007    | Первый дивизион ПФЛ (2 див.) | 42                             | 16                             | 9                              | 17                             | 41                             | 44                             | −3                             | 038,10                         |                    |
| Омар Тетрадзе              | С 18 февраля 2007 по 16 марта 2010   | 2007    | Кубок России                 | 1                              | 0                              | 0                              | 1                              | 1                              | 2                              | −1                             | 000,00                         |                    |
| Омар Тетрадзе              | С 18 февраля 2007 по 16 марта 2010   | 2008    | Первый дивизион ПФЛ (2 див.) | 42                             | 20                             | 12                             | 10                             | 63                             | 35                             | +28                            | 047,62                         |                    |
| Омар Тетрадзе              | С 18 февраля 2007 по 16 марта 2010   | 2008    | Кубок России                 | 2                              | 1                              | 0                              | 1                              | 5                              | 3                              | +2                             | 050,00                         |                    |
| Омар Тетрадзе              | С 18 февраля 2007 по 16 марта 2010   | 2009    | Первый дивизион ПФЛ (2 див.) | 38                             | 21                             | 12                             | 5                              | 61                             | 31                             | +30                            | 055,26                         | Повышение в классе |
| Омар Тетрадзе              | С 18 февраля 2007 по 16 марта 2010   | 2009    | Кубок России                 | 1                              | 0                              | 0                              | 1                              | 0                              | 3                              | −3                             | 000,00                         |                    |
| Омар Тетрадзе              | С 18 февраля 2007 по 16 марта 2010   | 2010    | Чемпионат России             | 1                              | 0                              | 1                              | 0                              | 0                              | 0                              | +0                             | 000,00                         |                    |
|                            |                                      |         |                              |                                |                                |                                |                                |                                |                                |                                |                                |                    |
| Арсен Акаев (и. о.)        | С 18 марта по 17 апреля 2010         | 2010    | Чемпионат России             | 4                              | 2                              | 0                              | 2                              | 7                              | 5                              | +2                             | 050,00                         |                    |
|                            |                                      |         |                              |                                |                                |                                |                                |                                |                                |                                |                                |                    |
| Гаджи Гаджиев              | С 18 апреля 2010 по 29 сентября 2011 | 2010    | Чемпионат России             | 25                             | 7                              | 5                              | 13                             | 22                             | 34                             | −12                            | 028,00                         |                    |
| Гаджи Гаджиев              | С 18 апреля 2010 по 29 сентября 2011 | 2010    | Кубок России                 | 1                              | 1                              | 0                              | 0                              | 2                              | 1                              | +1                             | 100,00                         |                    |
| Гаджи Гаджиев              | С 18 апреля 2010 по 29 сентября 2011 | 2011/12 | Чемпионат России             | 25                             | 11                             | 8                              | 6                              | 29                             | 23                             | +6                             | 044,00                         |                    |
| Гаджи Гаджиев              | С 18 апреля 2010 по 29 сентября 2011 | 2011/12 | Кубок России                 | 3                              | 1                              | 0                              | 2                              | 5                              | 4                              | +1                             | 033,33                         |                    |
|                            |                                      |         |                              |                                |                                |                                |                                |                                |                                |                                |                                |                    |
| Андрей Гордеев (и. о.)     | С 30 сентября по 26 декабря 2011     | 2011/12 | Чемпионат России             | 7                              | 3                              | 2                              | 2                              | 11                             | 10                             | +1                             | 042,86                         |                    |
|                            |                                      |         |                              |                                |                                |                                |                                |                                |                                |                                |                                |                    |
| Юрий Красножан             | С 27 декабря 2011 по 13 февраля 2012 | 2011/12 | Нет официальных матчей       | Нет официальных матчей         | Нет официальных матчей         | Нет официальных матчей         | Нет официальных матчей         | Нет официальных матчей         | Нет официальных матчей         | Нет официальных матчей         | Нет официальных матчей         |                    |
|                            |                                      |         |                              |                                |                                |                                |                                |                                |                                |                                |                                |                    |
| Гус Хиддинк                | С 17 февраля 2012 по 21 июля 2013    | 2011/12 | Чемпионат России             | 12                             | 5                              | 3                              | 4                              | 14                             | 9                              | +5                             | 041,67                         |                    |
| Гус Хиддинк                | С 17 февраля 2012 по 21 июля 2013    | 2012/13 | Чемпионат России             | 30                             | 15                             | 8                              | 7                              | 45                             | 34                             | +11                            | 050,00                         |                    |
| Гус Хиддинк                | С 17 февраля 2012 по 21 июля 2013    | 2012/13 | Кубок России                 | 5                              | 3                              | 2                              | 0                              | 5                              | 2                              | +3                             | 060,00                         |                    |
| Гус Хиддинк                | С 17 февраля 2012 по 21 июля 2013    | 2012/13 | Лига Европы УЕФА             | 16                             | 10                             | 3                              | 3                              | 26                             | 8                              | +18                            | 062,50                         |                    |
| Гус Хиддинк                | С 17 февраля 2012 по 21 июля 2013    | 2013/14 | Чемпионат России             | 2                              | 0                              | 1                              | 1                              | 3                              | 4                              | −1                             | 000,00                         |                    |
|                            |                                      |         |                              |                                |                                |                                |                                |                                |                                |                                |                                |                    |
| Рене Мёленстен             | С 22 июля по 8 августа 2013          | 2013/14 | Чемпионат России             | 2                              | 0                              | 1                              | 1                              | 1                              | 2                              | −1                             | 000,00                         |                    |
|                            |                                      |         |                              |                                |                                |                                |                                |                                |                                |                                |                                |                    |
| Гаджи Гаджиев              | С 9 августа 2013 по 21 мая 2014      | 2013/14 | Чемпионат России             | 26                             | 3                              | 9                              | 14                             | 21                             | 36                             | −15                            | 011,54                         | Понижение в классе |
| Гаджи Гаджиев              | С 9 августа 2013 по 21 мая 2014      | 2013/14 | Кубок России                 | 1                              | 0                              | 0                              | 1                              | 0                              | 1                              | −1                             | 000,00                         |                    |
| Гаджи Гаджиев              | С 9 августа 2013 по 21 мая 2014      | 2013/14 | Лига Европы УЕФА             | 10                             | 3                              | 4                              | 3                              | 6                              | 8                              | −2                             | 030,00                         |                    |
|                            |                                      |         |                              |                                |                                |                                |                                |                                |                                |                                |                                |                    |
| Сергей Ташуев              | С 2 июня 2014 по 25 мая 2015         | 2014/15 | Первенство ФНЛ               | 33                             | 21                             | 5                              | 7                              | 57                             | 22                             | +35                            | 063,64                         |                    |
| Сергей Ташуев              | С 2 июня 2014 по 25 мая 2015         | 2014/15 | Кубок России                 | 2                              | 1                              | 0                              | 1                              | 5                              | 3                              | +2                             | 050,00                         |                    |
|                            |                                      |         |                              |                                |                                |                                |                                |                                |                                |                                |                                |                    |
| Руслан Агаларов (и. о.)    | С 26 мая по 18 июня 2015             | 2014/15 | Первенство ФНЛ               | 1                              | 1                              | 0                              | 0                              | 3                              | 0                              | +3                             | 100,00                         | Повышение в классе |
|                            |                                      |         |                              |                                |                                |                                |                                |                                |                                |                                |                                |                    |
| Юрий Сёмин                 | С 18 июня по 28 сентября 2015        | 2015/16 | Чемпионат России             | 10                             | 1                              | 3                              | 6                              | 8                              | 15                             | −7                             | 010,00                         |                    |
| Юрий Сёмин                 | С 18 июня по 28 сентября 2015        | 2015/16 | Кубок России                 | 1                              | 1                              | 0                              | 0                              | 4                              | 2                              | +2                             | 100,00                         |                    |
|                            |                                      |         |                              |                                |                                |                                |                                |                                |                                |                                |                                |                    |
| Руслан Агаларов            | С 29 сентября 2015 по 30 мая 2016    | 2015/16 | Чемпионат России             | 20                             | 5                              | 5                              | 10                             | 20                             | 35                             | −15                            | 025,00                         |                    |
| Руслан Агаларов            | С 29 сентября 2015 по 30 мая 2016    | 2015/16 | Кубок России                 | 1                              | 0                              | 0                              | 1                              | 1                              | 3                              | −2                             | 000,00                         |                    |
|                            |                                      |         |                              |                                |                                |                                |                                |                                |                                |                                |                                |                    |
| Павел Врба                 | С 30 июня по 29 декабря 2016         | 2016/17 | Чемпионат России             | 17                             | 5                              | 5                              | 7                              | 13                             | 18                             | −5                             | 029,41                         |                    |
| Павел Врба                 | С 30 июня по 29 декабря 2016         | 2016/17 | Кубок России                 | 2                              | 2                              | 0                              | 0                              | 6                              | 1                              | +5                             | 100,00                         |                    |
|                            |                                      |         |                              |                                |                                |                                |                                |                                |                                |                                |                                |                    |
| Александр Григорян         | С 6 января по 12 августа 2017        | 2016/17 | Чемпионат России             | 13                             | 2                              | 4                              | 7                              | 11                             | 20                             | −9                             | 015,38                         |                    |
| Александр Григорян         | С 6 января по 12 августа 2017        | 2016/17 | Кубок России                 | 1                              | 0                              | 0                              | 1                              | 0                              | 1                              | −1                             | 000,00                         |                    |
| Александр Григорян         | С 6 января по 12 августа 2017        | 2017/18 | Чемпионат России             | 6                              | 1                              | 0                              | 5                              | 3                              | 10                             | −7                             | 016,67                         |                    |
|                            |                                      |         |                              |                                |                                |                                |                                |                                |                                |                                |                                |                    |
| Вадим Скрипченко           | С 14 августа 2017 по 30 мая 2018     | 2017/18 | Чемпионат России             | 24                             | 5                              | 6                              | 13                             | 28                             | 45                             | −17                            | 020,83                         |                    |
| Вадим Скрипченко           | С 14 августа 2017 по 30 мая 2018     | 2017/18 | Кубок России                 | 1                              | 0                              | 0                              | 1                              | 0                              | 2                              | −2                             | 000,00                         |                    |
|                            |                                      |         |                              |                                |                                |                                |                                |                                |                                |                                |                                |                    |
| Магомед Адиев              | С 4 июня 2018 по 3 июня 2019         | 2018/19 | Чемпионат России             | 30                             | 5                              | 6                              | 19                             | 13                             | 50                             | −37                            | 016,67                         | Понижение в классе |
| Магомед Адиев              | С 4 июня 2018 по 3 июня 2019         | 2018/19 | Кубок России                 | 2                              | 1                              | 0                              | 1                              | 2                              | 2                              | +0                             | 050,00                         |                    |
|                            |                                      |         |                              |                                |                                |                                |                                |                                |                                |                                |                                |                    |
| Валерий Бармин             | С 16 июля по 27 октября 2019         | 2019/20 | Первенство ПФЛ (3 див.)      | 15                             | 2                              | 6                              | 7                              | 18                             | 25                             | −7                             | 013,33                         |                    |
| Валерий Бармин             | С 16 июля по 27 октября 2019         | 2019/20 | Кубок России                 | 1                              | 0                              | 0                              | 1                              | 0                              | 1                              | −1                             | 000,00                         |                    |
|                            |                                      |         |                              |                                |                                |                                |                                |                                |                                |                                |                                |                    |
| Артур Садиров              | С 28 октября 2019 по 5 июня 2022     | 2019/20 | Первенство ПФЛ (3 див.)      | 4                              | 1                              | 1                              | 2                              | 6                              | 7                              | −1                             | 025,00                         |                    |
| Артур Садиров              | С 28 октября 2019 по 5 июня 2022     | 2020/21 | Первенство ПФЛ (3 див.)      | 32                             | 14                             | 9                              | 9                              | 59                             | 43                             | +16                            | 043,75                         |                    |
| Артур Садиров              | С 28 октября 2019 по 5 июня 2022     | 2020/21 | Кубок России                 | 2                              | 1                              | 0                              | 1                              | 1                              | 1                              | +0                             | 050,00                         |                    |
| Артур Садиров              | С 28 октября 2019 по 5 июня 2022     | 2021/22 | Второй дивизион ФНЛ (3 див.) | 32                             | 13                             | 9                              | 10                             | 46                             | 35                             | +11                            | 040,63                         |                    |
| Артур Садиров              | С 28 октября 2019 по 5 июня 2022     | 2021/22 | Кубок России                 | 2                              | 0                              | 1                              | 1                              | 0                              | 2                              | −2                             | 000,00                         |                    |

## Достижения

### Национальные
Чемпионат России:
- Бронзовый призёр (1): 2012/13

Кубок России:
- Финалист (2): 2001, 2013

Первая лига:
- Чемпион (2): 1999, 2009
- Серебряный призёр (1): 2015

### Региональные
Чемпионат Дагестана
- Чемпион (1): 1991

Кубок Дагестана
- Финалист (1): 1992

### Европейские
Лига Европы
- 1/8 финала (2): 2012/2013 , 2013/2014

## Рекорды

### Командные рекорды
- Самая крупная победа во всех соревнованиях:
- Самая крупная победа в Чемпионате России:
- Самая крупная победа во втором дивизионе:
- Самая крупная победа в третьем дивизионе:
- Наибольшее количество голов, забитых в одном сезоне:
- Наименьшее количество пропущенных голов в одном сезоне:
- Наибольшее число «сухих» матчей за сезон:
- Наибольшее число набранных очков в сезоне:
- Самая длинная беспроигрышная серия в домашних матчах:
- Самая длинная победная серия в чемпионате:

### Рекорды игроков
- Наибольшее количество голов в сезоне:
- Наибольшее количество голов в одном матче:
- Наибольшее количество голов в одном сезоне чемпионата России:
- Наибольшее количество голов в одном матче чемпионата России:
- Наибольшее количество голов в еврокубках:
- Наибольшее количество хет-триков:
- Наибольшее количество забитых пенальти:

#### По количеству матчей и голов
| №  | Игрок                 | Период    | Лига | Кубок | Европа | Итого |
| -- | --------------------- | --------- | ---- | ----- | ------ | ----- |
| 1  | Руслан Агаларов       | 1993—2008 | 429  | 29    | —      | 458   |
| 2  | Расим Тагирбеков      | 2003—2016 | 308  | 16    | 12     | 336   |
| 3  | Ибрагим Гасанбеков    | 1992—1999 | 236  | 16    | —      | 252   |
| 4  | Нарвик Сирхаев        | 1994—2001 | 230  | 17    | —      | 247   |
| 5  | Эльдар Мамаев         | 2003—2010 | 206  | 8     | —      | 214   |
| 6  | Эмин Агаев            | 1993—1998 | 185  | 14    | —      | 199   |
| 7  | Али Гаджибеков        | 2006—2016 | 171  | 17    | 8      | 196   |
| 8  | Игорь Гетман          | 1993—1997 | 168  | 14    | —      | 182   |
| 9  | Будун Будунов         | 1995—2003 | 168  | 12    | —      | 180   |
| 10 | Гаджи Баматов         | 1998—2007 | 165  | 12    | —      | 177   |
| 11 | Шамиль Лахиялов       | 2003—2012 | 154  | 12    | 7      | 173   |
| 12 | Кафар Кафаров         | 1992—1997 | 155  | 14    | —      | 169   |
| 13 | Камиль Агаларов       | 2008—2015 | 144  | 7     | 13     | 164   |
| 14 | Магомедхабиб Курбанов | 1992—1996 | 145  | 14    | —      | 159   |
| 15 | Небойша Стойкович     | 2000—2005 | 144  | 11    | —      | 155   |

| №    | Игрок                 | Период    | Лига | Кубок | Европа | Итого | Матчи |
| ---- | --------------------- | --------- | ---- | ----- | ------ | ----- | ----- |
| 1    | Ибрагим Гасанбеков    | 1992—1999 | 157  | 9     | —      | 166   | 252   |
| 2    | Нарвик Сирхаев        | 1994—2001 | 60   | 6     | —      | 66    | 247   |
| 3    | Руслан Агаларов       | 1993—2008 | 50   | 1     | —      | 51    | 458   |
| 4    | Будун Будунов         | 1995—2003 | 37   | 8     | —      | 45    | 180   |
| 5    | Шамиль Лахиялов       | 2003—2012 | 39   | 4     | 1      | 44    | 173   |
| 6    | Магомедхабиб Курбанов | 1992—1996 | 33   | 5     | —      | 38    | 159   |
| 7    | Самюэль Это’о         | 2011—2013 | 25   | 2     | 9      | 36    | 73    |
| 8    | Янник Боли            | 2014—2016 | 28   | 2     | —      | 30    | 67    |
| 9-11 | Гаджи Баматов         | 1998—2007 | 24   | 2     | —      | 26    | 177   |
| 9-11 | Михаил Маркаров       | 1992—2000 | 19   | 7     | —      | 26    | 153   |
| 9-11 | Магомед Адиев         | 1996—2002 | 20   | 6     | —      | 26    | 138   |
| 12   | Николай Жосан         | 2008—2010 | 23   | 0     | —      | 23    | 87    |

### Тренерские
- Наибольшее количество матчей, проведённое во главе клуба — 229 официальных матча, Гаджи Гаджиев, с 1999 по 2001, с 2002 по 2003, 2003, с 2010 по 2011, с 2013 по 2014

## Личные достижения футболистов «Анжи»

### Список лучших игроков России
В списках лучших футболистов сезона в России:
- Юрий Жирков — № 1 (2011/12), № 2 (2012/13).
- Самюэль Это’о — № 1 (2012/13), № 2 (2011/12).
- Нарвик Сирхаев — № 1 (2000).
- Владимир Габулов — № 2 (2012/13).
- Лассана Диарра — № 2 (2012/13).
- Элвер Рахимич — № 2 (2000).
- Кристофер Самба — № 2 (2012/13).
- Руслан Агаларов — № 3 (2001).
- Мубарак Буссуфа — № 3 (2011/12).
- Андрей Ещенко — № 3 (2012/13).
- Предраг Ранджелович — № 3 (2000).
- Давид Цораев — № 3 (2010).

### Игроки «Анжи» на крупных международных турнирах
| Турнир                       | Участники                            |
| ---------------------------- | ------------------------------------ |
| Кубок африканских наций 2012 | Мбарк Буссуфа Мехди Карсела-Гонсалес |
| Чемпионат Европы 2012        | Юрий Жирков                          |
| Кубок африканских наций 2013 | Ласина Траоре                        |
| Чемпионат мира 2014          | Андрей Ещенко                        |
| Кубок Азии 2019              | Достонбек Хамдамов                   |

## Фарм-клуб
В соревнованиях команд мастеров участвовали «Анжи-2»/«Анжи»-д (также назывался «Каспий» и «Арго» и представлял Каспийск; 1991—1997, 2014/15, 2017/18) и «Анжи-Юниор» (Зеленодольск) (2017/18, снялся по ходу сезона).